# Isabelle Boulay

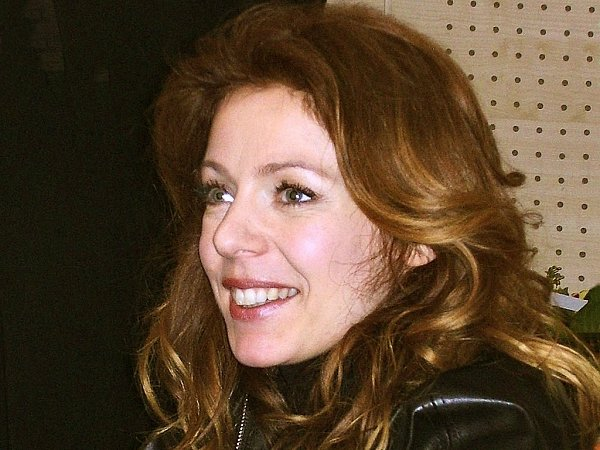
Isabelle Boulay

Isabelle Boulay (Sainte-Félicité (Quebec), 6 juli 1972) is een Canadese zangeres.
Als kind droomde ze al van een muzikale carrière. Ze luisterde veel naar Gilles Vigneault, Edith Piaf en Jacques Brel uit haar ouders platencollectie. Aan het einde van de jaren 80 studeerde Isabelle Boulay literatuur in Quebec alwaar ze haar passie voor dichtkunst ontdekte.
Reeds op jonge leeftijd hield ze ervan op het podium te staan. Het Festival de la chanson de Petite-Vallée, waar ze aan deelnam nadat vrienden haar zonder medeweten ingeschreven hebben, betekende haar doorbraak.
Isabelle Boulay is vooral populair in de Franssprekende gebieden. Daarbuiten is zij niet zo bekend.

## Discografie
- 1996: Fallait pas
- 1998: États d'amour
- 2000: Scènes d'amour (live)
- 2000: Mieux qu'ici bas
- 2002: Au moment d'être à vous (live)
- 2002: Ses plus belles histoires
- 2004: Tout un jour
- 2005: Du temps pour toi (live)
- 2007: De retour à la source
- 2008:  Nos lendemains
- 2009:  Chansons pour les mois d'hiver
- 2011:  Les Grands Espaces
- 2014:  Merci Serge Reggiani